# Mikola Petrovics Szjuhaj

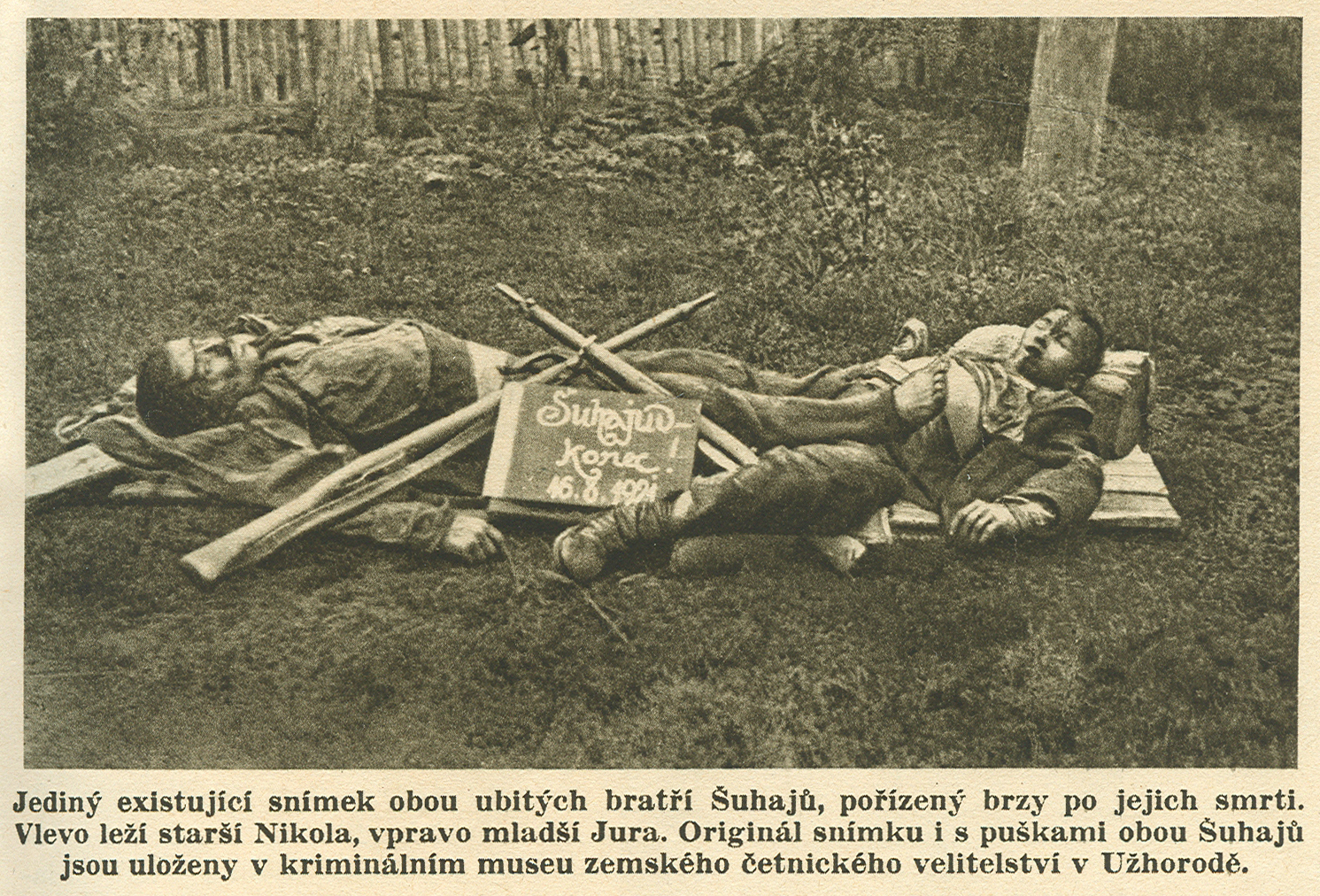
A meggyilkolt Szjuhaj testvérek. Balra Mikola, Jobbra Juraj. Ez az egyetlen fennmaradt fotó Suhaj betyárról

Mikola Petrovics Szjuhaj (ukránul: Микола Петрович Сюгай; Alsókalocsa, 1898. április 3. – 1921. augusztus 16.), közismert nevén Suhaj betyár ukrán-ruszin betyár, népi hős; bűnöző.
Ivan Olbracht 1933-ban megjelent regénye nyomán lett széles körben ismert. A Suhaj nevet a csehszlovák csendőrségi jelentésekben használták a nehezebben kimondható Szjuhaj helyett, így ezen a néven vált ismertté.

## Élete
1898-ban született Alsókalocsa Szuhar nevű településrészén. Iskolába nem járt, alkalmi munkákból élt. 1917-ben behívták katonának az Osztrák–Magyar Monarchia hadseregébe, a magyar hadsereg 85-ös balassagyarmati ezredéhez került lövésznek. Onnan a frontra küldték, útközben azonban megszökött. Alsókalocsán elfogták és visszaküldték az alakulatához. Újra megszökött és a háború végéig az Alsókalocsa környéki erdőkben bujkált, így az első világháború harcaiban nem vett részt.
A bujkáló Szjuhaj elfogására indított akcióban két csendőrt lőtt le. Az időközben román, majd később csehszlovák fennhatóság alá került Alsókalocsa környékén további összetűzései voltak az aktuális állam hatóságaival. A környékbeli személyek, főleg zsidó vándorkereskedők ellen elkövetett gyilkosságokkal a csehszlovák csendőrség elsősorban Szjuhajt gyanúsította. Lopás vádjával letartóztatták és börtönbe zárták. Felesége azonban két tehén árának megfelelő pénzzel megvesztegette a csendőröket és sikerült kiszabadítania. Később újabb kereskedőket raboltak ki és gyilkoltak meg, ezek elkövetésével is Szjuhajt gyanúsította a cseh rendőrség.
1921 tavaszán öccse, az akkor 15 éves Juraj (vagy Jurij) is csatlakozott a bujkáló Mikolához. 1921. május 21-én Suhaj lelőtte Oldřich Hrabal csendőr őrmestert. A gyilkosság után a cseh hatóságok háromezer koronás jutalmat, a helyi zsidó közösségek pedig további harmincezer koronát ajánlottak fel a kézre kerítéséért. Külön csehszlovák katonai egységet is vezényeltek Alsókalocsára a betyár felkutatására. Az elfogásukra tett erőfeszítések ellenére további rablásokat követtek el. Július elején további egy századnyi csendőr érkezett az elfogására. Végül saját társai végeztek vele. 1921. augusztus 16-án bandájának három tagja látogatta meg az erdőben bujkáló testvéreket, majd a jutalom reményében mindkettőjüket baltával agyonverték. A felajánlott jutalmakat azonban nem fizették ki. Sírja az alsókalocsai temetőben található. Rajta egy felfordított, feneketlen vödör áll, amely a sírra helyezett gyertyákat óvja a széltől.
Mikola meggyilkolása után,1921 decemberében született meg Anna nevű lánya, aki 2006-os haláláig Alsókalocsán élt (férje után Anna Stajerova néven). Suhaj betyár felesége, Erzsike később házasságot kötött korábbi szomszédjukkal, egy Derbak nevű emberrel. Erzsike 1988-ban hunyt el.
Másik testvére, Ivan, és unokaöccse, Vaszil a második világháború után a megszálló szovjet hatóságok ellen tovább harcoló, illegalitásba vonult Ukrán Felkelő Hadsereghez (UPA) csatlakozott. Mindketten az NKVD-csapatok elleni harcban haltak meg 1946-ban Kárpátalján. Ivant lelőtték, Vaszil pedig miután bekerítették, kézigránáttal felrobbantotta magát, hogy ne kerüljön az NKVD fogságába.

## Emlékezete
Alsókalocsán Suhaj betyár a helyi turizmus egyik szimbolikus alakja. Suhaj betyár nagyméretű szobra áll a 2007-ben megnyitott Sztare szelo skanzen bejáratánál. Alsókalocsa környékén vezető tematikus túraútvonalat neveztek el róla (Sztezskami Mikoli Suhaja). 2015-ben Kolodko Mihály kárpátaljai szobrász miniatűr szobrot készített Suhaj betyárról, amelyet Ungváron az Olbracht utcában, a Pid zamkom kávézó bejáratánál található korláton helyezett el.